# Càlcul (medicina)
Un càlcul és una pedra (una concreció de material, generalment de sals minerals) que es forma en un òrgan o conducte del cos. Aquestes sals procedeixen dels líquids de l'organisme on es formen, així: la saliva, la bilis i l'orina. La formació de càlculs és coneguda com a litiasi.
Els càlculs poden causar una sèrie de malalties:
- Sialolitiasi, la litiasi salival.
- Colelitiasi, la litiasi biliar.
- Nefrolitiasi, la litiasi renal.
- Litiasi vesical.